# الهدية (رواية)
الهدية هي إحدى روايات الروائية الأمريكية دانيال ستيل وهي من الروايات الاجتماعية الرومانسية.

## نبذة قصيرة
تدور أحداث الرواية في الخمسينيات في بلدة صغيرة في الوسط الغربي من الولايات المتحدة حيث تعيش اسرة متحابة و مترابطة بسعادة إلى ان تتوفى طفلتهم الصغيرة فجأة بدون مقدمات. تتوالى الاحداث و تشرف الاسرة على التفكك حتى تظهر في حياتهم فتاة تركت بيتها في شيكاغو و اتت للإقامة المؤقتة في بلدتهم ريثما تنتهي فترة معينة في حياتهاضطرت بسببها إلى مغادرة بيتها. تتبدل احوال الاسرة إلى الأفضل بعد تعرفهم إلى هذه الفتاة التي تقع في حب ابنهم اليافع و تترك لهم هدية لم يتوقعوها قبل ان تغادرهم.